# Anything (Sydney Youngblood-dal)
Az Anything című dal a német-amerikai származású Sydney Youngblood első kislemeze a Just the Way It Is című albumáról. A dal a belga Ultratop kislemezlista 27. helyéig jutott, míg az Egyesült Királyságban csupán a 48. helyig jutott.

## Megjelenések
CD Single  RCA – 74321 13867 2
1. Anything (Radio Edit) 3:39 Mixed By, Arranged By – The P 'N' T Tribe Of Soulsters
2. Anything (Classic Soul Mix) 4:11 Remix – Frankie Knuckles
3. We're Gonna Change It 4:49 Mixed By, Arranged By – The P 'N' T Tribe Of Soulsters
4. Anything (Classic Frankie Mix) 8:35 Remix – Frankie Knuckles

## Slágerlista
| Slágerlista (1993)   | Legjobb helyezés |
| -------------------- | ---------------- |
| German Singles Chart | 51               |
| UK Singles Chart     | 48               |
| Ultratop (Flanders)  | 27               |

## Közreműködő előadók
- Tervetp [Boritó Design] – Andrew Sutton
- Átfogó koncepció – Jeremy Redfern, Mike Lipscombe
- Fényképezte – Peter Ashworth
- Producer – The P 'N' T Tribe Of Soulsters
- Írta – C. Zundel, M. Staab, R. Hamm, S. Youngblood